# Tirà reial pit-llistat
El tirà reial pit-llistat (Myiozetetes luteiventris) és un ocell de la família dels tirànids (Tyrannidae).

## Hàbitat i distribució
Viu als clars del bosc, sovint a prop de l'aigua de les terres baixes des de Colòmbia i sud de Veneçuela i sud-oest de Surinam, cap al sud, a través del nord del Brasil amazònic fins l'est del Perú i nord de Bolívia.